# Stadion Mokri Dolac
Stadion Mokri Dolac – wielofunkcyjny stadion w Posušje, w Bośni i Hercegowinie. Obiekt może pomieścić 8000 widzów, z czego 5500 miejsc jest siedzących. Swoje spotkania rozgrywa na nim drużyna NK Posušje.